# Садела, Самуэль
Самуэль Акинбод Садела (англ. Samuel Akinbode Sadela; 24 августа 1900 Ифон, Ондо Ондо (штат) — 26 августа 2014 Лагос, Нигерия) — нигерийский священник и долгожитель.

## Биография
Посещал начальную школу св. Павла в Ифон, Ондо. Но в 1914 году был вынужден бросить школу и начать работать. Вернулся к учёбе только через четыре года. С 1925 года учился в Кембриджском университете. После окончания университета посвятил свою жизнь религии. Женился третий раз в возрасте 107 лет.

## Смерть
Самуэль Садела умер в помещении церкви в которой он служил 26 августа 2014 года в возрасте 114 лет.